# Ted Malone
Ted Malone (ur. 18 maja 1908, zm. 20 października 1989) – amerykański nadawca radiowy.

## Wyróżnienia
Posiada swoją gwiazdę na Hollywoodzkiej Alei Gwiazd.